# Vlag van Villers-la-Ville
De vlag van Villers-la-Ville is op onbekende datum bij raadsbesluit vastgesteld als de vlag van de Waals-Brabantse gemeente Villers-la-Ville. De vlag kan als volgt worden beschreven:
Drie banen van wit, van rood en van geel, hoogteverhoudingen 3 : 2 : 3
Dit zijn de traditionele kleuren van Villers-la-Ville. De vlag is gebaseerd op het gemeentewapen.
De vlag dat in Villers-la-Ville wordt gebruikt, toont een gestileerde zwarte feniks op een blauw veld.

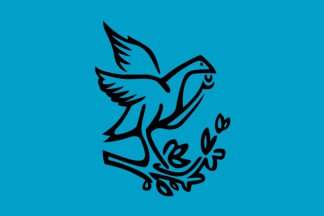
Vlag in gebruik